# Poiocera conspersa
Poiocera conspersa är en insektsart som först beskrevs av Ernst Friedrich Germar 1830.  Poiocera conspersa ingår i släktet Poiocera och familjen lyktstritar. Inga underarter finns listade i Catalogue of Life.